# Schmidtiana apicalis
Schmidtiana apicalis är en skalbaggsart. Schmidtiana apicalis ingår i släktet Schmidtiana och familjen långhorningar.

## Underarter
Arten delas in i följande underarter:
- S. a. apicalis
- S. a. cameronensis